# Chirosia shannoni
Chirosia shannoni är en tvåvingeart som beskrevs av Griffiths 2004. Chirosia shannoni ingår i släktet Chirosia och familjen blomsterflugor. Inga underarter finns listade i Catalogue of Life.